# Tour de Valonia 2024
La 51.ª edición del Tour de Valonia (nombre oficial Ethias-Tour de Wallonie) fue una carrera de ciclismo en ruta por etapas que se celebró entre el 22 y el 26 de julio de 2024, con inicio en la localidad de Tournai y final la ciudad de Thuin sobre un recorrido 939,85 kilómetros.
La carrera formó parte del UCI ProSeries 2024, calendario ciclístico mundial de segunda división, dentro de la categoría UCI 2.Pro. El vencedor fue el italiano Matteo Trentin del Tudor y estuvo acompañado en el podio por el neozelandés Corbin Strong del Israel-Premier Tech y el luxemburgués Alex Kirsch del Lidl-Trek, segundo y tercer clasificado respectivamente.

## Equipos participantes
Tomaron parte en la carrera 18 equipos: 9 de categoría UCI WorldTeam, 7 de categoría UCI ProTeam, 1 de categoría Continental y un equipo procendente del ciclocrós. Formaron así un pelotón de 120 ciclistas de los que acabaron 101. Los equipos participantes fueron:
| WorldTeams (9)- Alpecin-Deceuninck - Arkéa-B&B Hotels - Decathlon-AG2R La Mondiale - Groupama-FDJ - Intermarché-Wanty - Lidl-Trek - Movistar Team - Red Bull-Bora-Hansgrohe - Team Visma \| Lease a Bike ProTeams (7)- Bingoal WB - Israel-Premier Tech - Lotto Dstny - Team Flanders-Baloise - TotalEnergies - Tudor Pro Cycling Team - Uno-X Mobility Equipo continental- Baloise Trek Lions Unknown team category- Pauwels Sauzen-Bingoal |
| |

## Recorrido
El Tour de Valonia dispuso de cinco etapas para un recorrido total de 939,85 kilómetros.
| Etapa     | Fecha     | Recorrido                   | type            | Distancia (km) | Ganador          | Líder          |
| --------- | --------- | --------------------------- | --------------- | -------------- | ---------------- | -------------- |
| 1.ª etapa | 22 de jul | Tournai – Fleurus           | etapa llana     | 178,6          | Jordi Meeus      | Jordi Meeus    |
| 2.ª etapa | 23 de jul | Saint-Ghislain – Ouffet     | etapa llana     | 188,25         | Corbin Strong    | Corbin Strong  |
| 3.ª etapa | 24 de jul | Arlon – La Roche-en-Ardenne | etapa escarpada | 194            | Markus Hoelgaard | Corbin Strong  |
| 4.ª etapa | 25 de jul | Verviers – Herve            | etapa escarpada | 187            | Matteo Trentin   | Matteo Trentin |
| 5.ª etapa | 26 de jul | Mouscron – Thuin            | etapa llana     | 192            | Samuel Watson    | Matteo Trentin |

### 1.ª etapa
| Tournai - Fleurus | etapa llana | (178,6 km) |

| \| Clasificación de la etapa \| Clasificación de la etapa \| Clasificación de la etapa \| Clasificación de la etapa \| Clasificación de la etapa \| \| Ciclista \| Ciclista \| Equipo \| Tiempo \| \| \| ------------------------- \| ------------------------- \| -------------------------- \| ------------------------- \| ------------------------- \| \| 1.º \| Jordi Meeus \| Red Bull-Bora-Hansgrohe \| 4 h 03 min 11 s \| \| \| 2.º \| Madis Mihkels \| Intermarché-Wanty \| + 0 s \| \| \| 3.º \| Paul Penhoët \| Groupama-FDJ \| + 0 s \| \| \| 4.º \| Mick van Dijke \| Team Visma \\| Lease a Bike \| + 0 s \| \| \| 5.º \| Émilien Jeannière \| TotalEnergies \| + 0 s \| \| \| 6.º \| Pierre Gautherat \| Decathlon-AG2R La Mondiale \| + 0 s \| \| \| 7.º \| Jesse Kramer \| Team Visma \\| Lease a Bike \| + 0 s \| \| \| 8.º \| Lilian Calmejane \| Intermarché-Wanty \| + 0 s \| \| \| 9.º \| Luca Van Boven \| Bingoal WB \| + 0 s \| \| \| 10.º \| Florian Vermeersch \| Lotto Dstny \| + 0 s \| \| |                    |                            |                 |
| |                    |                            |                 |
| Fuente: ProCyclingStats |                    |                            |                 |
| Clasificación de la etapa |                    |                            |                 |
| Ciclista | Ciclista           | Equipo                     | Tiempo          |
| 1.º | Jordi Meeus        | Red Bull-Bora-Hansgrohe    | 4 h 03 min 11 s |
| 2.º | Madis Mihkels      | Intermarché-Wanty          | + 0 s           |
| 3.º | Paul Penhoët       | Groupama-FDJ               | + 0 s           |
| 4.º | Mick van Dijke     | Team Visma \| Lease a Bike | + 0 s           |
| 5.º | Émilien Jeannière  | TotalEnergies              | + 0 s           |
| 6.º | Pierre Gautherat   | Decathlon-AG2R La Mondiale | + 0 s           |
| 7.º | Jesse Kramer       | Team Visma \| Lease a Bike | + 0 s           |
| 8.º | Lilian Calmejane   | Intermarché-Wanty          | + 0 s           |
| 9.º | Luca Van Boven     | Bingoal WB                 | + 0 s           |
| 10.º | Florian Vermeersch | Lotto Dstny                | + 0 s           |

| \| Clasificación general \| Clasificación general \| Clasificación general \| Clasificación general \| Clasificación general \| \| Ciclista \| Ciclista \| Equipo \| Tiempo \| \| \| --------------------- \| --------------------- \| -------------------------- \| --------------------- \| --------------------- \| \| 1.º \| Jordi Meeus \| Red Bull-Bora-Hansgrohe \| 4 h 03 min 01 s \| \| \| 2.º \| Madis Mihkels \| Intermarché-Wanty \| + 4 s \| \| \| 3.º \| Paul Penhoët \| Groupama-FDJ \| + 6 s \| \| \| 4.º \| Corbin Strong \| Israel-Premier Tech \| + 7 s \| \| \| 5.º \| Benoît Cosnefroy \| Decathlon-AG2R La Mondiale \| + 7 s \| \| \| 6.º \| Alex Kirsch \| Lidl-Trek \| + 8 s \| \| \| 7.º \| Matteo Trentin \| Tudor Pro Cycling Team \| + 8 s \| \| \| 8.º \| Stan Dewulf \| Decathlon-AG2R La Mondiale \| + 9 s \| \| \| 9.º \| Andreas Kron \| Lotto Dstny \| + 9 s \| \| \| 10.º \| Mick van Dijke \| Team Visma \\| Lease a Bike \| + 10 s \| \| |                  |                            |                 |
| |                  |                            |                 |
| Fuente: ProCyclingStats |                  |                            |                 |
| Clasificación general |                  |                            |                 |
| Ciclista | Ciclista         | Equipo                     | Tiempo          |
| 1.º | Jordi Meeus      | Red Bull-Bora-Hansgrohe    | 4 h 03 min 01 s |
| 2.º | Madis Mihkels    | Intermarché-Wanty          | + 4 s           |
| 3.º | Paul Penhoët     | Groupama-FDJ               | + 6 s           |
| 4.º | Corbin Strong    | Israel-Premier Tech        | + 7 s           |
| 5.º | Benoît Cosnefroy | Decathlon-AG2R La Mondiale | + 7 s           |
| 6.º | Alex Kirsch      | Lidl-Trek                  | + 8 s           |
| 7.º | Matteo Trentin   | Tudor Pro Cycling Team     | + 8 s           |
| 8.º | Stan Dewulf      | Decathlon-AG2R La Mondiale | + 9 s           |
| 9.º | Andreas Kron     | Lotto Dstny                | + 9 s           |
| 10.º | Mick van Dijke   | Team Visma \| Lease a Bike | + 10 s          |

### 2.ª etapa
| Saint-Ghislain - Ouffet | etapa llana | (188,25 km) |

| \| Clasificación de la etapa \| Clasificación de la etapa \| Clasificación de la etapa \| Clasificación de la etapa \| Clasificación de la etapa \| \| Ciclista \| Ciclista \| Equipo \| Tiempo \| \| \| ------------------------- \| ------------------------- \| ------------------------- \| ------------------------- \| ------------------------- \| \| 1.º \| Corbin Strong \| Israel-Premier Tech \| 4 h 04 min 23 s \| \| \| 2.º \| Émilien Jeannière \| TotalEnergies \| + 0 s \| \| \| 3.º \| Paul Penhoët \| Groupama-FDJ \| + 0 s \| \| \| 4.º \| Alex Kirsch \| Lidl-Trek \| + 0 s \| \| \| 5.º \| Natnael Tesfatsion \| Lidl-Trek \| + 0 s \| \| \| 6.º \| Alec Segaert \| Lotto Dstny \| + 0 s \| \| \| 7.º \| Carlos Canal \| Movistar Team \| + 0 s \| \| \| 8.º \| Matteo Trentin \| Tudor Pro Cycling Team \| + 0 s \| \| \| 9.º \| Clément Venturini \| Arkéa-B&B Hotels \| + 0 s \| \| \| 10.º \| Simon Clarke \| Israel-Premier Tech \| + 0 s \| \| |                    |                        |                 |
| |                    |                        |                 |
| Fuente: ProCyclingStats |                    |                        |                 |
| Clasificación de la etapa |                    |                        |                 |
| Ciclista | Ciclista           | Equipo                 | Tiempo          |
| 1.º | Corbin Strong      | Israel-Premier Tech    | 4 h 04 min 23 s |
| 2.º | Émilien Jeannière  | TotalEnergies          | + 0 s           |
| 3.º | Paul Penhoët       | Groupama-FDJ           | + 0 s           |
| 4.º | Alex Kirsch        | Lidl-Trek              | + 0 s           |
| 5.º | Natnael Tesfatsion | Lidl-Trek              | + 0 s           |
| 6.º | Alec Segaert       | Lotto Dstny            | + 0 s           |
| 7.º | Carlos Canal       | Movistar Team          | + 0 s           |
| 8.º | Matteo Trentin     | Tudor Pro Cycling Team | + 0 s           |
| 9.º | Clément Venturini  | Arkéa-B&B Hotels       | + 0 s           |
| 10.º | Simon Clarke       | Israel-Premier Tech    | + 0 s           |

| \| Clasificación general \| Clasificación general \| Clasificación general \| Clasificación general \| Clasificación general \| \| Ciclista \| Ciclista \| Equipo \| Tiempo \| \| \| --------------------- \| --------------------- \| -------------------------- \| --------------------- \| --------------------- \| \| 1.º \| Corbin Strong \| Israel-Premier Tech \| 8 h 07 min 21 s \| \| \| 2.º \| Jordi Meeus \| Red Bull-Bora-Hansgrohe \| + 3 s \| \| \| 3.º \| Paul Penhoët \| Groupama-FDJ \| + 5 s \| \| \| 4.º \| Émilien Jeannière \| TotalEnergies \| + 7 s \| \| \| 5.º \| Benoît Cosnefroy \| Decathlon-AG2R La Mondiale \| + 10 s \| \| \| 6.º \| Alex Kirsch \| Lidl-Trek \| + 11 s \| \| \| 7.º \| Matteo Trentin \| Tudor Pro Cycling Team \| + 11 s \| \| \| 8.º \| Pascal Eenkhoorn \| Lotto Dstny \| + 11 s \| \| \| 9.º \| Stan Dewulf \| Decathlon-AG2R La Mondiale \| + 12 s \| \| \| 10.º \| Mick van Dijke \| Team Visma \\| Lease a Bike \| + 13 s \| \| |                   |                            |                 |
| |                   |                            |                 |
| Fuente: ProCyclingStats |                   |                            |                 |
| Clasificación general |                   |                            |                 |
| Ciclista | Ciclista          | Equipo                     | Tiempo          |
| 1.º | Corbin Strong     | Israel-Premier Tech        | 8 h 07 min 21 s |
| 2.º | Jordi Meeus       | Red Bull-Bora-Hansgrohe    | + 3 s           |
| 3.º | Paul Penhoët      | Groupama-FDJ               | + 5 s           |
| 4.º | Émilien Jeannière | TotalEnergies              | + 7 s           |
| 5.º | Benoît Cosnefroy  | Decathlon-AG2R La Mondiale | + 10 s          |
| 6.º | Alex Kirsch       | Lidl-Trek                  | + 11 s          |
| 7.º | Matteo Trentin    | Tudor Pro Cycling Team     | + 11 s          |
| 8.º | Pascal Eenkhoorn  | Lotto Dstny                | + 11 s          |
| 9.º | Stan Dewulf       | Decathlon-AG2R La Mondiale | + 12 s          |
| 10.º | Mick van Dijke    | Team Visma \| Lease a Bike | + 13 s          |

### 3.ª etapa
| Arlon - La Roche-en-Ardenne | etapa escarpada | (194 km) |

| \| Clasificación de la etapa \| Clasificación de la etapa \| Clasificación de la etapa \| Clasificación de la etapa \| Clasificación de la etapa \| \| Ciclista \| Ciclista \| Equipo \| Tiempo \| \| \| ------------------------- \| ------------------------- \| -------------------------- \| ------------------------- \| ------------------------- \| \| 1.º \| Markus Hoelgaard \| Uno-X Mobility \| 4 h 46 min 53 s \| \| \| 2.º \| Jimmy Janssens \| Alpecin-Deceuninck \| + 2 s \| \| \| 3.º \| Matteo Trentin \| Tudor Pro Cycling Team \| + 43 s \| \| \| 4.º \| Frederik Wandahl \| Red Bull-Bora-Hansgrohe \| + 43 s \| \| \| 5.º \| Carlos Canal \| Movistar Team \| + 43 s \| \| \| 6.º \| Corbin Strong \| Israel-Premier Tech \| + 43 s \| \| \| 7.º \| Lorenzo Rota \| Intermarché-Wanty \| + 43 s \| \| \| 8.º \| Per Strand Hagenes \| Team Visma \\| Lease a Bike \| + 43 s \| \| \| 9.º \| Alex Kirsch \| Lidl-Trek \| + 43 s \| \| \| 10.º \| Stan Dewulf \| Decathlon-AG2R La Mondiale \| + 43 s \| \| |                    |                            |                 |
| |                    |                            |                 |
| Fuente: ProCyclingStats |                    |                            |                 |
| Clasificación de la etapa |                    |                            |                 |
| Ciclista | Ciclista           | Equipo                     | Tiempo          |
| 1.º | Markus Hoelgaard   | Uno-X Mobility             | 4 h 46 min 53 s |
| 2.º | Jimmy Janssens     | Alpecin-Deceuninck         | + 2 s           |
| 3.º | Matteo Trentin     | Tudor Pro Cycling Team     | + 43 s          |
| 4.º | Frederik Wandahl   | Red Bull-Bora-Hansgrohe    | + 43 s          |
| 5.º | Carlos Canal       | Movistar Team              | + 43 s          |
| 6.º | Corbin Strong      | Israel-Premier Tech        | + 43 s          |
| 7.º | Lorenzo Rota       | Intermarché-Wanty          | + 43 s          |
| 8.º | Per Strand Hagenes | Team Visma \| Lease a Bike | + 43 s          |
| 9.º | Alex Kirsch        | Lidl-Trek                  | + 43 s          |
| 10.º | Stan Dewulf        | Decathlon-AG2R La Mondiale | + 43 s          |

| \| Clasificación general \| Clasificación general \| Clasificación general \| Clasificación general \| Clasificación general \| \| Ciclista \| Ciclista \| Equipo \| Tiempo \| \| \| --------------------- \| --------------------- \| -------------------------- \| --------------------- \| --------------------- \| \| 1.º \| Corbin Strong \| Israel-Premier Tech \| 12 h 54 min 57 s \| \| \| 2.º \| Matteo Trentin \| Tudor Pro Cycling Team \| + 7 s \| \| \| 3.º \| Alex Kirsch \| Lidl-Trek \| + 11 s \| \| \| 4.º \| Stan Dewulf \| Decathlon-AG2R La Mondiale \| + 12 s \| \| \| 5.º \| Simon Clarke \| Israel-Premier Tech \| + 12 s \| \| \| 6.º \| Carlos Canal \| Movistar Team \| + 13 s \| \| \| 7.º \| Dylan Teuns \| Israel-Premier Tech \| + 13 s \| \| \| 8.º \| Lorenzo Rota \| Intermarché-Wanty \| + 13 s \| \| \| 9.º \| Rudy Molard \| Groupama-FDJ \| + 13 s \| \| \| 10.º \| Natnael Tesfatsion \| Lidl-Trek \| + 13 s \| \| |                    |                            |                  |
| |                    |                            |                  |
| Fuente: ProCyclingStats |                    |                            |                  |
| Clasificación general |                    |                            |                  |
| Ciclista | Ciclista           | Equipo                     | Tiempo           |
| 1.º | Corbin Strong      | Israel-Premier Tech        | 12 h 54 min 57 s |
| 2.º | Matteo Trentin     | Tudor Pro Cycling Team     | + 7 s            |
| 3.º | Alex Kirsch        | Lidl-Trek                  | + 11 s           |
| 4.º | Stan Dewulf        | Decathlon-AG2R La Mondiale | + 12 s           |
| 5.º | Simon Clarke       | Israel-Premier Tech        | + 12 s           |
| 6.º | Carlos Canal       | Movistar Team              | + 13 s           |
| 7.º | Dylan Teuns        | Israel-Premier Tech        | + 13 s           |
| 8.º | Lorenzo Rota       | Intermarché-Wanty          | + 13 s           |
| 9.º | Rudy Molard        | Groupama-FDJ               | + 13 s           |
| 10.º | Natnael Tesfatsion | Lidl-Trek                  | + 13 s           |

### 4.ª etapa
| Verviers - Herve | etapa escarpada | (187 km) |

| \| Clasificación de la etapa \| Clasificación de la etapa \| Clasificación de la etapa \| Clasificación de la etapa \| Clasificación de la etapa \| \| Ciclista \| Ciclista \| Equipo \| Tiempo \| \| \| ------------------------- \| ------------------------- \| -------------------------- \| ------------------------- \| ------------------------- \| \| 1.º \| Matteo Trentin \| Tudor Pro Cycling Team \| 4 h 20 min 03 s \| \| \| 2.º \| Timo Kielich \| Alpecin-Deceuninck \| + 0 s \| \| \| 3.º \| Émilien Jeannière \| TotalEnergies \| + 0 s \| \| \| 4.º \| Madis Mihkels \| Intermarché-Wanty \| + 0 s \| \| \| 5.º \| Mick van Dijke \| Team Visma \\| Lease a Bike \| + 0 s \| \| \| 6.º \| Louis Barré \| Arkéa-B&B Hotels \| + 0 s \| \| \| 7.º \| Iván García Cortina \| Movistar Team \| + 0 s \| \| \| 8.º \| Lewis Askey \| Groupama-FDJ \| + 0 s \| \| \| 9.º \| Tibor Del Grosso \| Alpecin-Deceuninck \| + 0 s \| \| \| 10.º \| Dion Smith \| Intermarché-Wanty \| + 0 s \| \| |                     |                            |                 |
| |                     |                            |                 |
| Fuente: ProCyclingStats |                     |                            |                 |
| Clasificación de la etapa |                     |                            |                 |
| Ciclista | Ciclista            | Equipo                     | Tiempo          |
| 1.º | Matteo Trentin      | Tudor Pro Cycling Team     | 4 h 20 min 03 s |
| 2.º | Timo Kielich        | Alpecin-Deceuninck         | + 0 s           |
| 3.º | Émilien Jeannière   | TotalEnergies              | + 0 s           |
| 4.º | Madis Mihkels       | Intermarché-Wanty          | + 0 s           |
| 5.º | Mick van Dijke      | Team Visma \| Lease a Bike | + 0 s           |
| 6.º | Louis Barré         | Arkéa-B&B Hotels           | + 0 s           |
| 7.º | Iván García Cortina | Movistar Team              | + 0 s           |
| 8.º | Lewis Askey         | Groupama-FDJ               | + 0 s           |
| 9.º | Tibor Del Grosso    | Alpecin-Deceuninck         | + 0 s           |
| 10.º | Dion Smith          | Intermarché-Wanty          | + 0 s           |

| \| Clasificación general \| Clasificación general \| Clasificación general \| Clasificación general \| Clasificación general \| \| Ciclista \| Ciclista \| Equipo \| Tiempo \| \| \| --------------------- \| --------------------- \| -------------------------- \| --------------------- \| --------------------- \| \| 1.º \| Matteo Trentin \| Tudor Pro Cycling Team \| 17 h 14 min 54 s \| \| \| 2.º \| Corbin Strong \| Israel-Premier Tech \| + 6 s \| \| \| 3.º \| Alex Kirsch \| Lidl-Trek \| + 15 s \| \| \| 4.º \| Stan Dewulf \| Decathlon-AG2R La Mondiale \| + 18 s \| \| \| 5.º \| Frederik Wandahl \| Red Bull-Bora-Hansgrohe \| + 18 s \| \| \| 6.º \| Simon Clarke \| Israel-Premier Tech \| + 18 s \| \| \| 7.º \| Carlos Canal \| Movistar Team \| + 19 s \| \| \| 8.º \| Dylan Teuns \| Israel-Premier Tech \| + 19 s \| \| \| 9.º \| Rudy Molard \| Groupama-FDJ \| + 19 s \| \| \| 10.º \| Natnael Tesfatsion \| Lidl-Trek \| + 19 s \| \| |                    |                            |                  |
| |                    |                            |                  |
| Fuente: ProCyclingStats |                    |                            |                  |
| Clasificación general |                    |                            |                  |
| Ciclista | Ciclista           | Equipo                     | Tiempo           |
| 1.º | Matteo Trentin     | Tudor Pro Cycling Team     | 17 h 14 min 54 s |
| 2.º | Corbin Strong      | Israel-Premier Tech        | + 6 s            |
| 3.º | Alex Kirsch        | Lidl-Trek                  | + 15 s           |
| 4.º | Stan Dewulf        | Decathlon-AG2R La Mondiale | + 18 s           |
| 5.º | Frederik Wandahl   | Red Bull-Bora-Hansgrohe    | + 18 s           |
| 6.º | Simon Clarke       | Israel-Premier Tech        | + 18 s           |
| 7.º | Carlos Canal       | Movistar Team              | + 19 s           |
| 8.º | Dylan Teuns        | Israel-Premier Tech        | + 19 s           |
| 9.º | Rudy Molard        | Groupama-FDJ               | + 19 s           |
| 10.º | Natnael Tesfatsion | Lidl-Trek                  | + 19 s           |

### 5.ª etapa
| Mouscron - Thuin | etapa llana | (192 km) |

| \| Clasificación de la etapa \| Clasificación de la etapa \| Clasificación de la etapa \| Clasificación de la etapa \| Clasificación de la etapa \| \| Ciclista \| Ciclista \| Equipo \| Tiempo \| \| \| ------------------------- \| ------------------------- \| -------------------------- \| ------------------------- \| ------------------------- \| \| 1.º \| Samuel Watson \| Groupama-FDJ \| 4 h 47 min 48 s \| \| \| 2.º \| Corbin Strong \| Israel-Premier Tech \| + 4 s \| \| \| 3.º \| Timo Kielich \| Alpecin-Deceuninck \| + 4 s \| \| \| 4.º \| Natnael Tesfatsion \| Lidl-Trek \| + 4 s \| \| \| 5.º \| Per Strand Hagenes \| Team Visma \\| Lease a Bike \| + 4 s \| \| \| 6.º \| Stan Dewulf \| Decathlon-AG2R La Mondiale \| + 4 s \| \| \| 7.º \| Iván García Cortina \| Movistar Team \| + 4 s \| \| \| 8.º \| Matteo Trentin \| Tudor Pro Cycling Team \| + 4 s \| \| \| 9.º \| Rudy Molard \| Groupama-FDJ \| + 4 s \| \| \| 10.º \| Carlos Canal \| Movistar Team \| + 4 s \| \| |                     |                            |                 |
| |                     |                            |                 |
| Fuente: ProCyclingStats |                     |                            |                 |
| Clasificación de la etapa |                     |                            |                 |
| Ciclista | Ciclista            | Equipo                     | Tiempo          |
| 1.º | Samuel Watson       | Groupama-FDJ               | 4 h 47 min 48 s |
| 2.º | Corbin Strong       | Israel-Premier Tech        | + 4 s           |
| 3.º | Timo Kielich        | Alpecin-Deceuninck         | + 4 s           |
| 4.º | Natnael Tesfatsion  | Lidl-Trek                  | + 4 s           |
| 5.º | Per Strand Hagenes  | Team Visma \| Lease a Bike | + 4 s           |
| 6.º | Stan Dewulf         | Decathlon-AG2R La Mondiale | + 4 s           |
| 7.º | Iván García Cortina | Movistar Team              | + 4 s           |
| 8.º | Matteo Trentin      | Tudor Pro Cycling Team     | + 4 s           |
| 9.º | Rudy Molard         | Groupama-FDJ               | + 4 s           |
| 10.º | Carlos Canal        | Movistar Team              | + 4 s           |

## Clasificaciones finales
- Las clasificaciones finalizaron de la siguiente forma:[4]

### Clasificación general
| \| Clasificación general \| Clasificación general \| Clasificación general \| Clasificación general \| Clasificación general \| \| Ciclista \| Ciclista \| Equipo \| Tiempo \| \| \| --------------------- \| --------------------- \| -------------------------- \| --------------------- \| --------------------- \| \| 1.º \| Matteo Trentin \| Tudor Pro Cycling Team \| 22 h 02 min 46 s \| \| \| 2.º \| Corbin Strong \| Israel-Premier Tech \| + 0 s \| \| \| 3.º \| Alex Kirsch \| Lidl-Trek \| + 15 s \| \| \| 4.º \| Stan Dewulf \| Decathlon-AG2R La Mondiale \| + 18 s \| \| \| 5.º \| Frederik Wandahl \| Red Bull-Bora-Hansgrohe \| + 18 s \| \| \| 6.º \| Simon Clarke \| Israel-Premier Tech \| + 18 s \| \| \| 7.º \| Carlos Canal \| Movistar Team \| + 19 s \| \| \| 8.º \| Natnael Tesfatsion \| Lidl-Trek \| + 19 s \| \| \| 9.º \| Rudy Molard \| Groupama-FDJ \| + 19 s \| \| \| 10.º \| Dylan Teuns \| Israel-Premier Tech \| + 19 s \| \| |                    |                            |                  |
| |                    |                            |                  |
| Fuente: ProCyclingStats |                    |                            |                  |
| Clasificación general |                    |                            |                  |
| Ciclista | Ciclista           | Equipo                     | Tiempo           |
| 1.º | Matteo Trentin     | Tudor Pro Cycling Team     | 22 h 02 min 46 s |
| 2.º | Corbin Strong      | Israel-Premier Tech        | + 0 s            |
| 3.º | Alex Kirsch        | Lidl-Trek                  | + 15 s           |
| 4.º | Stan Dewulf        | Decathlon-AG2R La Mondiale | + 18 s           |
| 5.º | Frederik Wandahl   | Red Bull-Bora-Hansgrohe    | + 18 s           |
| 6.º | Simon Clarke       | Israel-Premier Tech        | + 18 s           |
| 7.º | Carlos Canal       | Movistar Team              | + 19 s           |
| 8.º | Natnael Tesfatsion | Lidl-Trek                  | + 19 s           |
| 9.º | Rudy Molard        | Groupama-FDJ               | + 19 s           |
| 10.º | Dylan Teuns        | Israel-Premier Tech        | + 19 s           |

### Clasificación por puntos
| Clasificación por puntos | Clasificación por puntos | Clasificación por puntos | Clasificación por puntos | Clasificación por puntos |
| Ciclista                 | Ciclista                 | Equipo                   | Puntos                   |                          |
| ------------------------ | ------------------------ | ------------------------ | ------------------------ | ------------------------ |
| 1.º                      | Matteo Trentin           | Tudor Pro Cycling Team   | 46 pts                   |                          |
| 2.º                      | Corbin Strong            | Israel-Premier Tech      | 44 pts                   |                          |
| 3.º                      | Émilien Jeannière        | TotalEnergies            | 43 pts                   |                          |
| 4.º                      | Paul Penhoët             | Groupama-FDJ             | 30 pts                   |                          |
| 5.º                      | Madis Mihkels            | Intermarché-Wanty        | 30 pts                   |                          |
| 6.º                      | Timo Kielich             | Alpecin-Deceuninck       | 28 pts                   |                          |
| 7.º                      | Samuel Watson            | Groupama-FDJ             | 25 pts                   |                          |
| 8.º                      | Markus Hoelgaard         | Uno-X Mobility           | 25 pts                   |                          |
| 9.º                      | Jordi Meeus              | Red Bull-Bora-Hansgrohe  | 25 pts                   |                          |
| 10.º                     | Jimmy Janssens           | Alpecin-Deceuninck       | 20 pts                   |                          |

### Clasificación de la montaña
| Clasificación de la montaña | Clasificación de la montaña | Clasificación de la montaña | Clasificación de la montaña | Clasificación de la montaña |
| Ciclista                    | Ciclista                    | Equipo                      | Puntos                      |                             |
| --------------------------- | --------------------------- | --------------------------- | --------------------------- | --------------------------- |
| 1.º                         | Jimmy Janssens              | Alpecin-Deceuninck          | 80 pts                      |                             |
| 2.º                         | Markus Hoelgaard            | Uno-X Mobility              | 52 pts                      |                             |
| 3.º                         | Johan Jacobs                | Movistar Team               | 40 pts                      |                             |
| 4.º                         | Gilles De Wilde             | Team Flanders-Baloise       | 22 pts                      |                             |
| 5.º                         | Cole Kessler                | Lidl-Trek                   | 22 pts                      |                             |
| 6.º                         | Michael Gogl                | Alpecin-Deceuninck          | 20 pts                      |                             |
| 7.º                         | Liam Slock                  | Lotto Dstny                 | 14 pts                      |                             |
| 8.º                         | Thomas Bonnet               | TotalEnergies               | 14 pts                      |                             |
| 9.º                         | William Blume Levy          | Uno-X Mobility              | 12 pts                      |                             |
| 10.º                        | Filip Maciejuk              | Red Bull-Bora-Hansgrohe     | 12 pts                      |                             |

### Clasificación de los jóvenes
| Clasificación del mejor joven | Clasificación del mejor joven | Clasificación del mejor joven | Clasificación del mejor joven | Clasificación del mejor joven |
| Ciclista                      | Ciclista                      | Equipo                        | Tiempo                        |                               |
| ----------------------------- | ----------------------------- | ----------------------------- | ----------------------------- | ----------------------------- |
| 1.º                           | Frederik Wandahl              | Red Bull-Bora-Hansgrohe       | 22 h 03 min 04 s              |                               |
| 2.º                           | Carlos Canal                  | Movistar Team                 | + 1 s                         |                               |
| 3.º                           | Per Strand Hagenes            | Team Visma \| Lease a Bike    | + 1 s                         |                               |
| 4.º                           | Alec Segaert                  | Lotto Dstny                   | + 16 s                        |                               |
| 5.º                           | Samuel Watson                 | Groupama-FDJ                  | + 2 min 33 s                  |                               |
| 6.º                           | Tibor Del Grosso              | Alpecin-Deceuninck            | + 3 min 16 s                  |                               |
| 7.º                           | Pim Ronhaar                   | Baloise Trek Lions            | + 7 min 23 s                  |                               |
| 8.º                           | Paul Penhoët                  | Groupama-FDJ                  | + 11 min 12 s                 |                               |
| 9.º                           | Pierre Gautherat              | Decathlon-AG2R La Mondiale    | + 12 min 40 s                 |                               |
| 10.º                          | Sakarias Koller Løland        | Uno-X Mobility                | + 13 min 06 s                 |                               |

### Clasificación por equipos
| Clasificación por equipos | Clasificación por equipos | Clasificación por equipos | Clasificación por equipos |
| Equipo                    | Equipo                    | Tiempo                    |                           |
| ------------------------- | ------------------------- | ------------------------- | ------------------------- |
| 1.º                       | Israel-Premier Tech       | 66 h 09 min 15 s          |                           |
| 2.º                       | Lidl-Trek                 | + 29 s                    |                           |
| 3.º                       | Bingoal WB                | + 3 min 50 s              |                           |
| 4.º                       | Arkéa-B&B Hotels          | + 5 min 34 s              |                           |
| 5.º                       | Groupama-FDJ              | + 5 min 39 s              |                           |
| 6.º                       | Alpecin-Deceuninck        | + 6 min 00 s              |                           |
| 7.º                       | Uno-X Mobility            | + 7 min 41 s              |                           |
| 8.º                       | Intermarché-Wanty         | + 7 min 51 s              |                           |
| 9.º                       | Lotto Dstny               | + 8 min 27 s              |                           |
| 10.º                      | Movistar Team             | + 12 min 23 s             |                           |

## Evolución de las clasificaciones
| Etapa                   |                         | Ganador          | Clasificación general _ | Puntos         | Montaña        | Metas volantes       | Jóvenes          | Combatividad _    | Equipo _            |
| ----------------------- | ----------------------- | ---------------- | ----------------------- | -------------- | -------------- | -------------------- | ---------------- | ----------------- | ------------------- |
| 1.ª etapa               | etapa llana             | Jordi Meeus      | Jordi Meeus             | Jordi Meeus    | Andreas Kron   | Corbin Strong        | Madis Mihkels    | Michiel Lambrecht | Intermarché-Wanty   |
| 2.ª etapa               | etapa llana             | Corbin Strong    | Corbin Strong           | Paul Penhoët   | Johan Jacobs   | Baptiste Veistroffer | Paul Penhoët     | Cole Kessler      | Groupama-FDJ        |
| 3.ª etapa               | etapa escarpada         | Markus Hoelgaard | Corbin Strong           | Corbin Strong  | Jimmy Janssens | Markus Hoelgaard     | Carlos Canal     | Gilles De Wilde   | Israel-Premier Tech |
| 4.ª etapa               | etapa escarpada         | Matteo Trentin   | Matteo Trentin          | Matteo Trentin | Jimmy Janssens | Cole Kessler         | Frederik Wandahl | Liam Slock        | Israel-Premier Tech |
| 5.ª etapa               | etapa llana             | Samuel Watson    | Matteo Trentin          | Matteo Trentin | Jimmy Janssens | Cole Kessler         | Frederik Wandahl | Dries De Bondt    | Israel-Premier Tech |
| Clasificaciones finales | Clasificaciones finales |                  | Matteo Trentin          | Matteo Trentin | Jimmy Janssens | Cole Kessler         | Frederik Wandahl | no otorgado       | Israel-Premier Tech |

## Ciclistas participantes y posiciones finales
Convenciones:
- AB-N: Abandono en la etapa "N"
- FLT-N: Retiro por llegada fuera del límite de tiempo en la etapa "N"
- NTS-N: No tomó la salida para la etapa "N"
- DES-N: Descalificado o expulsado en la etapa "N"

## UCI World Ranking
El Tour de Valonia otorgó puntos para el UCI World Ranking para corredores de los equipos en las categorías UCI WorldTeam, UCI ProTeam y Continental. Las siguientes tablas son el baremo de puntuación y los diez corredores que obtuvieron más puntos:
| Posición              | 1.º | 2.º | 3.º | 4.º | 5.º | 6.º | 7.º | 8.º | 9.º | 10.º | 11.º | 12.º | 13.º | 14.º | 15.º | 16.º-30.º | 31.º-40.º |
| Clasificación general | 200 | 150 | 125 | 100 | 85  | 70  | 60  | 50  | 40  | 35   | 30   | 25   | 20   | 15   | 10   | 5         | 3         |
| Por etapa             | 20  | 15  | 10  | 5   | 3   |     |     |     |     |      |      |      |      |      |      |           |           |
| Líder                 | 5   |     |     |     |     |     |     |     |     |      |      |      |      |      |      |           |           |

| Clasificación |                    |                            |         |       |       |       |
| Posición      | Ciclista           | Equipo                     | General | Etapa | Líder | Total |
| ------------- | ------------------ | -------------------------- | ------- | ----- | ----- | ----- |
| 1.º           | Matteo Trentin     | Tudor                      | 200     | 30    | 5     | 235   |
| 2.º           | Corbin Strong      | Israel-Premier Tech        | 150     | 35    | 10    | 195   |
| 3.º           | Alex Kirsch        | Lidl-Trek                  | 125     | 5     | -     | 130   |
| 4.º           | Stan Dewulf        | Decathlon AG2R La Mondiale | 100     | -     | -     | 100   |
| 5.º           | Frederik Wandahl   | Red Bull-BORA-hansgrohe    | 85      | 5     | -     | 90    |
| 6.º           | Simon Clarke       | Israel-Premier Tech        | 70      | -     | -     | 70    |
| 7.º           | Carlos Canal       | Movistar                   | 60      | 3     | -     | 63    |
| 8.º           | Natnael Tesfatsion | Lidl-Trek                  | 50      | 8     | -     | 58    |
| 9.º           | Rudy Molard        | Groupama-FDJ               | 40      | -     | -     | 40    |
| 10.º          | Dylan Teuns        | Israel-Premier Tech        | 35      | -     | -     | 35    |